# SOIF
SOIF（Spacecraft Onboard Interface，航天器星上接口）是一种空间接口标准，定义了星上信息交换以及各分系统和设备的星上接口，由CCSDS于1999年正式提出。